# Ешпорте Клубе Баия
Ешпорте Клубе Баия (на португалски: Esporte Clube Bahia, португ. произношение: [isˈpɔʁtʃi ˈklubi baˈi.ɐ] или просто Баия) е бразилски футболен отбор от град Салвадор, щат Баия. Състезава се в Бразилската Серия А, както и в щатското първенство Кампеонато Баяно.
Клубът е двукратен шампион на Бразилия. През сезон 1959 побеждава на финала Сантос в чийто състав тогава играят легендарните Жилмар и Пеле. Във финала през 1988 г. Баия отстранява Интернасионал.
Има и три участия в турнира за Копа Либертадорес, като през 1989 г. достига до четвъртфиналите, където е отстранен от Интернасионал. Клубът печели щатския шампионат Кампеонато Баяно рекордните 44 пъти, а 9 пъти е бил вицешампион.
Баия играе домакинските си срещи на Ещадио Фонте Нова от 1951 г. насам. През 2013 г. съоръжението е модернизирано за домакинството на Световното първенство по футбол.
Клубът има дългогодишно съперничество с градския си съперник Витория Баия, а дербито между двата отбора се нарича за кратко Ба – Ви.

## История
Ешпорте Клубе Баия е основан през 1931 г. след сливането на два клуба – „Associação Atlética da Bahia“ и „Clube Bahiano de Tênis“, като само за няколко години се превръща в най-популярния клуб в щата. Клубните цветове са синьо, червено и бяло. От първия отбор наследява синият цвят, от втория наследява белият, а червеният цвят е символ на щатското знаме. Поради тази причина клубът е наричан „Трикольорите“.
Девизът на отбора е Nasceu para Vencer (в превод на български: „Роден да побеждава“). Клубът печели 44 щатски първенства, със 17 повече от вечния си съперник Витория Баия. Баия е и първият бразилски клуб участник в турнира за Копа Либертадорес през 1960 година.
В периода между 1959 г. и 1963 г., и през 1968 г. Баия представлява щата в „Taça Brasil“ (предшественик на бразилския шампионат), като печели титлата през 1959 г. и завършва на второ място през 1961 и 1963 година. 80-те години са най-успешните в историята на клуба. Баия печели втората си национална титла през 1988 г., завършва пети през 1986 г. и четвърти през 1990 година.
През 2002 г. банката която спонсорира отбора фалира и клуба изпада в несъстоятелност, като започва спускане надолу по пирамидата на бразилския футбол. През 2003 г. изпада в Серия Б за втори път в историята на клуба. През следващата 2004 г. завършва четвърти и отново се завръща в Серия А. През 2005 г. отново изпада в Серия Б, а на следващата година завършва на 18-о място и изпада за първи път в своята история в Серия Ц. Завръща се в елита през 2012 година.

## Успехи
Серия А
- Шампион (2): 1959, 1988

Кампеонато Баяно
- Шампион (44): 1931, 1933, 1934, 1936, 1938 (1), 1940, 1944, 1945, 1947, 1948, 1949, 1950, 1952, 1954, 1956, 1958, 1959, 1960, 1961, 1962, 1967, 1970, 1971, 1973, 1974, 1975, 1976, 1977, 1978, 1979, 1981, 1982, 1983, 1984, 1986, 1987, 1988, 1991, 1993, 1994, 1998, 1999 (2), 2001, 2012
  - Вицешампион (9): 1941, 1964, 1972, 1989, 1997, 2000, 2004, 2005, 2007

## Известни футболисти
- Родолфо Родригес
- Даниел Алвеш
- Деде
- Дока Мадурейра
- Мансини
- Клеберсон
- Жоаозиньо
- Жеан Карлош
- Марсело Никасио